# Alfred Benn
Alfred William Benn (1843 - 22 september 1915) was een Brits filosoof en agnost. Hij was erelid van de Britse Rationalist Press Association, een organisatie die rationalisme en vrijheid van denken promoot. Zijn boek A History of Modern Philosophy werd in 1930 uitgebracht als deel van de Thinker's Library.
Benn schreef ook:
- The Greek Philosophers (tweedelig, 1882)
- History of English Rationalism in the Nineteenth Century (tweedelig, 1906)
- The History of Ancient and Modern Philosophy (tweedelig, 1912)

- Biblioteca Nacional de España: XX1203892
- Bibliothèque nationale de France: cb16183488w (data)
- Gemeinsame Normdatei: 117585742
- International Standard Name Identifier: 0000 0001 1596 6156
- Library of Congress Control Number: no00014019
- Nationale Bibliotheek van Tsjechië: xx0043540
- Nationale Bibliotheek van Israël: 987007282068805171
- Nederlandse Thesaurus van Auteursnamen: 172317509
- Istituto Centrale per il Catalogo Unico: MILV189569
- SNAC: w6m92js6
- Système universitaire de documentation: 033447640
- Trove: 1189226
- Virtual International Authority File: 12399378
- WorldCat: E39PBJxWYxTgXpYhtYKjvm3mh3